# Fazenda da Esperança
Die Fazenda da Esperança (deutsch „Gutshof der Hoffnung“) ist ein internationales pastorales Projekt, das Drogenabhängigen, marginalisierten Jugendlichen und Erwachsenen sowie Süchtigen aller Art Hilfe für ein erneuertes Leben geben will.

## Allgemeines
Insgesamt leben derzeit (Stand Ende 2018) über 5000 junge Menschen in über 140 Einrichtungen (Fazendas) in Brasilien und anderen lateinamerikanischen Ländern, in Afrika, den Philippinen und Europa. Die Hofgemeinschaften sind am ehesten mit einer Einrichtung mit Selbsthilfecharakter zu vergleichen.
Das ursprünglich aus Brasilien stammende Projekt existiert in Europa seit über 20 Jahren und umfasst dort 13 Einrichtungen (Stand Anfang 2025). Davon befinden sich fünf in Deutschland, wovon drei für Männer (Gut Neuhof bei Nauen in Brandenburg, Gut Bickenried bei Irsee im Allgäu, ehemaliges Kloster Mörmter bei Xanten in Nordrhein-Westfalen) und zwei für Frauen sind (Landsberg am Lech in Bayern und Hellefeld im Sauerland in Nordrhein-Westfalen). Darüber hinaus gibt es jeweils eine Männer-Fazenda im Kloster Sta. Maria der Engel in Wattwil in der Schweiz, in Portugal, in Italien, in Polen und in Belgien, sowie eine Frauen-Fazenda in Italien, und in Frankreich.

## Entstehungsgeschichte

Papst Benedikt mit den Gründern der Fazenda. v.l. – Iraci Leite, Lucilene Rosendo, Pater Hans Stapel ofm, Papst Benedikt XVI., Nelson Rosendo, Pfr. Paul Stapel

Frei Hans Stapel ofm, ein junger Franziskaner aus Deutschland, der in die südbrasilianische Ordensprovinz eingetreten war, kam 1979 als Pfarrer in eine Pfarrei in Guaratinguetá, zweieinhalb Autostunden von São Paulo entfernt. Dort begann er mit den Mitgliedern seiner neuen Gemeinde die Worte des Evangeliums konkret zu leben. Viele Mitglieder der Pfarrei waren bewegt von der Art und Weise mit der Frei Hans ihnen begegnete und schnell schenkten ihm viele Gemeindemitglieder ihr Vertrauen. In Gruppen meditierten sie jeweils ein Wort aus dem Evangelium, um zu schauen, wie man es im Alltag anwenden kann, und um sich später miteinander über das auszutauschen, was sie gelebt hatten.
Nelson Giovanelli, ein junger Mann, war einer von denen, die die Gruppe zum „Wort des Lebens“ besuchten. Nachmittags, wenn er von der Arbeit heimkam, führte ihn sein Weg immer an einer Straßenecke vorbei, an der ein Drogentreff war. Die jungen Leute, die dort Drogen nahmen, ließen ihn nicht kalt. Er versuchte ihnen näher zu kommen und interessierte sich für die Kunsthandwerksartikel, die ein Jugendlicher von ihnen herstellte und verkaufte. So gewann er allmählich sein Vertrauen und wurde sein Freund. Ein Jugendlicher dieses Drogentreffs ging irgendwann auf Nelson zu und flehte ihn an: „Ich halte es nicht mehr aus zuzusehen, wie meine Mutter weint. Ich fühle, dass ich es alleine nicht schaffe. Deshalb habe ich an dich gedacht. Nimm mich mit, wohin du willst.“
Monate später wohnten sie zusammen mit den anderen Freunden von der Ecke in einem kleinen Haus und mit der festen Absicht, einen Lebensstil auf der Grundlage der „Regeln des Evangeliums“ zu beginnen. Sie lebten von der eigenen Arbeit und teilten miteinander die wenigen Dinge, die sie hatten. Sie verdienten sich ihren Lebensunterhalt, indem sie mit einer alten Maschine, die ihnen geschenkt worden war, Rasen mähten. Sie mussten aber zuerst unzählige Vorurteile überwinden, da die möglichen Kunden ihre Vergangenheit kannten. Dies war der Beginn einer außergewöhnlichen Lebenserfahrung, der Anfang einer neuen „Methode“ der Rekuperation von Abhängigen. Es war die Geburtsstunde der Fazenda da Esperança im Jahr 1983.

## Konzeption
Die Höfe der Hoffnung bieten jungen Menschen einen Weg, um von Drogen und anderen Abhängigkeiten wegzukommen. Jugendliche und junge Erwachsene von 14 Jahren bis 35 Jahren können zur Fazenda kommen und dort den Weg der Rekuperation, der 12 Monate lang dauert, beschreiten. Das Wort Rekuperation kommt vom lat. Wort „recuperare“ und darum geht es: Sich und sein Leben wieder zu gewinnen und ein selbstverantwortliches Lebens zu führen. Ziel ist es, sich auf ein Leben ohne Drogen vorzubereiten, Ursachen und Hintergründe der Sucht zu bearbeiten und den eigenen Lebensalltag zu bewältigen. Der Weg der Rekuperation beinhaltet drei wichtige Aspekte, die die Fazenda als die drei Säulen bezeichnet: Die tägliche Arbeit, die sinnstiftend ist und dazu beiträgt den Lebensunterhalt zu verdienen, das gemeinschaftliche Leben und die Offenheit für eine christliche Spiritualität, die aus dem Wort Gottes erwächst.

### Die tägliche Arbeit
Von Anfang an wussten die ersten Rekuperanten, dass sie von ihren Eltern keine Hilfe erbitten konnten. Sie mussten von ihrer eigenen Arbeit leben. Die Arbeit der Fazenda in Deutschland wird deshalb bewusst nicht durch Kranken- oder Rentenversicherungen finanziert, stattdessen besteht heute der Unterhalt einer Fazenda in der Arbeit, der Gütergemeinschaft und der Vorsehung. Die jungen Menschen erleben eine enorme Freude, wenn sie die Ergebnisse der eigenen Arbeit sehen. So bekommen sie ihre Würde zurück, die sie durch die Drogen verloren hatten und werden von ihrer Lethargie befreit. Die Gütergemeinschaft zeigt ihnen einen Weg aus einem Leben, dessen Ordnung vielfach durch die Praxis des Diebstahls verloren gegangen ist.
Auf den Fazenda-Gemeinschaften in Brasilien wird unter anderem Landwirtschaft betrieben, man arbeitet in der Produktion von Reinigungsmitteln, hat holzverarbeitende Industrien, Bäckereien oder es wird Plastikmüll wiederverwertet. In Deutschland findet die Gemeinschaft nach und nach Arbeit im Logistik- und Versandbereich, aber auch in der Herstellung von eigener Wurst, Brot, Marmeladen und Säften. Auf die Art der Arbeit kommt es dabei nicht an, alle sind gleich in ihrem Wert. Viele Menschen sind beeindruckt vom Beispiel der Menschen in der Rekuperation und schenken ihre Zeit, ihr Geld oder Dinge anderer Art, damit immer mehr Fazendas entstehen können.

### Das gemeinschaftliche Leben
Wie wichtig es ist und wie glücklich es macht Beziehungen zu leben und sich als Geschwister zu erkennen soll den Rekuperanten durch ein gemeinschaftliches Leben vermittelt werden. Dazu müssen am Anfang zahlreiche Vorurteile überwunden werden, die besonders aus dem Individualismus unserer heutigen Gesellschaft herrühren. Oft ist es auch eine Herausforderung mit Menschen aus anderen Ländern zu leben (oft drei bis sieben Nationen pro Hof). Interkulturelles Lernen ist hier zwar kein gebräuchlicher Begriff, doch eine gelebte Wirklichkeit. Das Misstrauen in der Beziehung zum Anderen, der manchmal als Feind angesehen wird, muss der Geschwisterlichkeit Platz machen.
Die Rekuperanten leben zusammen in Wohngemeinschaften zwischen 10 und 15 Personen. Mehrmals in der Woche treffen sie sich zu einer Art Sitzung, um sich über ihr Leben auszutauschen. Im „Austausch des Wortes“ erzählen sie die Erfahrung mit dem Evangelium, möglichst konkret und nah am Leben und im „Austausch der Seele“ vertrauen sie einander das an, was in ihrem Herzen gewirkt hat, die Herausforderungen, die der Einzelne erlebt hat, das Fallen und Wiederaufstehen, die innere Unruhe und die Erfolge. So sind die Rekuperanten untereinander verbunden und überwinden oft genug Prüfungen und Versuchungen jeglicher Art. Sie können vorangehen auf ihrem Weg und sie verstehen mehr und mehr das eigene Ich und den Nächsten. Geleitet und begleitet wird solch eine Wohngruppe von zwei Koordinatoren, einer von ihnen selbst ein ehemaliger Abhängiger, der weiß, welche Phasen und Schwierigkeiten die ihnen Anvertrauten durchlaufen und ggfs. weitere Ehrenamtliche. Gerade wegen dieses authentischen Gemeinschaftsaspekts sehen Jugendämter die Fazenda als einen prägenden Ort für Minderjährige an. Ebenso ist die Fazenda im Land Brandenburg und in Bayern nach § 35, § 36 Betäubungsmittelgesetz BtMG als Therapie statt Strafe anerkannt.

### Eine christliche Spiritualität, die aus dem Wort Gottes erwächst
In der Begegnung mit dem christlichen Leben der Fazenda, dem „Getragensein“ des Anfangs, der Geduld und der liebevollen Zuwendung begegnen viele Rekuperanten der wahren Liebe und entdecken Gott ganz neu. Manche entdecken ihn wieder, nachdem sie ihn verloren hatten, andere entdecken Gott zum ersten Mal, weil sie bisher keinerlei christliche Sozialisation erlebt hatten. Dabei geht es nicht um Mission oder Religion als Ersatzdroge, sondern vielmehr darum, der tiefen Sehnsucht nach „geliebt-sein“ und „lieben“, die oft genug nicht gestillt wurde, eine Antwort zu geben. So ist die Entdeckung der Liebe für viele der erste Schritt. Ob die Liebe dann auch Gott genannt wird, bleibt jedem frei. Niemand muss auf der Fazenda an Gott glauben oder katholisch werden. Man muss lediglich bei den Gebetszeiten anwesend sein. Durch die große gelebte Freiheit fühlen sich auch Andersgläubige und Atheisten auf der Fazenda wohl.
Jeder Tag beginnt mit der gemeinsamen Betrachtung, in welcher der Rosenkranz oder das Christusgebet einen zentralen Platz einnehmen. Die Rekuperanten nehmen häufig Schritt für Schritt eine neue Beziehung mit Gott auf und erfahren sich als Kinder Gottes. Sie geben sich vertrauensvoll in seine Hände, entdecken die Barmherzigkeit Gottes und die Chance zum Neuanfang. Das Tagesevangelium oder die Tageslesung hält für jeden einen Impuls zum Leben bereit. So überlegen die jungen Leute gemeinsam, was das Wort der Schrift bedeutet, tauschen sich aus und finden täglich zu einem Leitsatz, der dem Tag einen Rahmen gibt. Möglichst wenig abstrakt, vielmehr lebensnah und einfach.

## Träger: die Gemeinschaft „Familie der Hoffnung“
Die „Familie der Hoffnung“ (portugiesisch: „Familia da Esperança“) ist eine private Vereinigung von Gläubigen, internationalen Charakters, entsprechend dem kirchlichen Gesetzbuch CIC (Kanon 298–311 und 321–326) der katholischen Kirche.
Entstanden aus dem Lebensvollzug einer Pfarrei und dem einfachen Beginn einer Handvoll junger Leute mit ihrem Pfarrer Frei Hans Stapel, hat sich von 1983 an eine geistliche Gemeinschaft und eine Bewegung, die „Familie der Hoffnung“ entwickelt. 1999 approbierte Kardinal Aloísio Lorscheider, Erzbischof von Aparecida, die Familia da Esperança. Der päpstliche Laienrat bestätigte im Mai 2010 die Gemeinschaft als „private internationale Gemeinschaft von Gläubigen“. Heute gehören weit über 600 Frauen und Männer dieser geistlichen Familie an. Sie sehen als Eheleute oder Ehelose – gottgeweiht – ihre Berufung im Dienst unter den Suchtkranken. Sie bilden das Herz jeder Fazenda-Gemeinschaft und sind zu einem großen Teil selber ehemalige Drogenabhängige. Durch ihr gemeinschaftliches Leben des Glaubens eröffnen sie den Raum für den auferstandenen Herrn inmitten der Seinen und verweisen so auf die eigentliche Mitte der Fazenda.
Die Mitglieder der Familie der Hoffnung verstehen sich als eine Familie aus Schwestern und Brüdern, die gemeinsam den Ruf erhielten, Gott an die erste Stelle ihres Lebens zu setzen und ihr eigenes Leben für die Menschen hinzugeben. Die „Familie der Hoffnung“ birgt verschiedene, sich ergänzende Lebensformen, die sich in gegenseitiger Verbundenheit dem Reich Gottes widmen: Gottgeweihte, ehelos lebende Frauen und Männer, Verheiratete, Priester und solche, die noch in der Entscheidungsfindung ihrer Berufung stehen und für die die „Familie der Hoffnung“ einen Weg der Unterscheidung und Begleitung anbietet. In Deutschland ist die Familie der Hoffnung Mitglied des Gesprächskreises Geistlicher Gemeinschaften, Bewegungen und Initiativen (GGG).